# Ley del Sistema Judicial
Ley del Sistema Judicial es el nombre con el que se conoce una de las leyes fundamentales de Israel. Define los disposiciones básicas,la elegibilidad de los jueces y las cortes  del Sistema judicial de Israel.